# Fantomtidsteorin

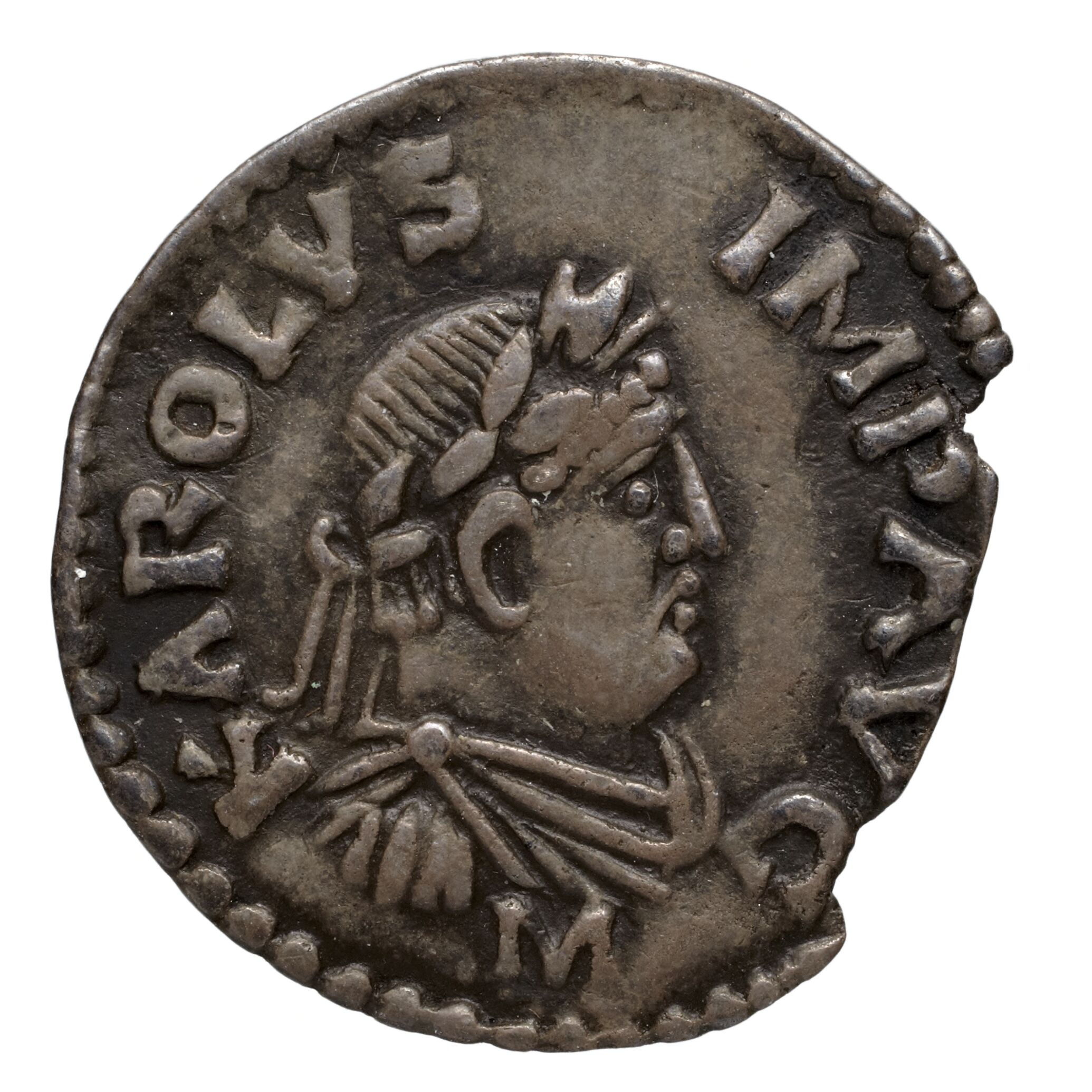
Fantomtidsteorin hävdar att Karl den store aldrig existerat.

Fantomtidsteorin är en pseudohistorisk konspirationsteori som först presenterades av Heribert Illig 1991. Teorin hävdar att den tidiga medeltiden, eller åren 614–911 e. Kr. aldrig inträffade, utan tillkom som en efterhandskonstruktion. .  
År 912 skulle med andra ord egentligen ha varit år 614, och enligt teorin är alla artefakter och personligheter som knutits till den perioden från någon annan tidsperiod eller så har de aldrig existerat. Illigs argument utgår bland annat från det knappa antal arkeologiska fynd som han påstår kan knytas till perioden. 
Frånvaron av trovärdigt vetenskapligt stöd tillsammans med överväldigande historisk dokumentation motbevisar fantomtidsteorins giltighet. Teorin har därför ett begränsat antal anhängare, och den etablerade vetenskapen har klassat den som pseudohistoria.